# Cedar Rapids, Iowa
Cedar Rapids (/ si ː dər ræpɨdz /) là thành phố lớn thứ hai ở bang Iowa và là quận lỵ quận Linn. Thành phố này nằm bên hai bờ sông Cedar, cự ly 20 dặm (32 km) về phía bắc của Iowa City và 100 dặm (160 km) về phía đông của Des Moines, thủ phủ bang và thành phố lớn nhất Iowa. Tòa thị chính và Tòa án quận Linn nằm trên cù lao Mays trên sông Cedar.
Một trung tâm phát triển nghệ thuật và văn hóa ở Đông Iowa, thành phố là nơi có Bảo tàng Nghệ thuật Rapids Cedar,  Bảo tàng & Thư viện Séc và Slovakia quốc gia, Nhà hát Paramount, Nhà hát Cedar Rapids, Liên minh hành lang văn hóa Iowa. Cedar Rapids là một trung tâm kinh tế của nhà nước, nằm ở lõi của Interstate 380 Cedar Rapids/Iowa City Technology Corridor của các quận Linn, Benton, Jones, Johnson, và Washington. Dân số ước tính của khu vực thống kê đô thị, trong đó bao gồm các thành phố lân cận của Marion và Hiawatha là 255.452 người trong năm 2008. Theo điều tra dân số Hoa Kỳ năm 2010, dân số thành phố là 126.326 người. Dân số của hành lang Cedar Rapids/Iowa City ước tính 423.353 người năm 2006.
Cedar Rapids đã là nơi sinh sống cho một số nhân vật nổi tiếng với Hoa Kỳ, bao gồm  họa sĩ Grant Wood, nhà báo và nhà sử học William L. Shirer, nhà văn và nhiếp ảnh gia Carl Van Vechten, và Tiến sĩ tiên phong khí động học Alexander Lippisch. Trong những năm 1990 và những năm 2000, Hollywood có xuất hiện các diễn viên đến từ Cedar Rapids bao gồm Bobby Driscoll, Ashton Kutcher, Elijah Wood, Ron Livingston. Thành phố này cũng sản sinh một số vận động viên chuyên nghiệp như Ryan Sweeney, Trent Green, và Kurt Warner. Thành phố cũng là bối cảnh của một bài nhạc kịch là The Pajama Game.
Cedar Rapids mang biệt danh là "Thành Phố Năm Mùa", với "mùa thứ năm", đó là thời gian để tận hưởng bốn bốn mùa còn lại. Tên gọi "Năm Mùa" xuất hiện khắp thành phố với nhiều hình thức khác nhau.